# Omar Labruna
Omar Raúl Labruna (Buenos Aires, 3 de abril de 1957) es un exfutbolista y actual entrenador argentino. Jugó de mediocampista y su último club fue Sportivo Italiano.

## Trayectoria

### Como jugador
Comenzó su carrera como futbolista en River Plate, club en el que jugó en las divisiones inferiores hasta debutar en el equipo superior en 1976, cuando su padre, Ángel Labruna, estaba a cargo de la dirección técnica del mismo. Dejó al Millonario en 1981 para jugar en Quilmes, luego en Platense y por último en Sportivo Italiano.[cita requerida]

### Como entrenador
Luego de retirarse del fútbol profesional, Labruna estuvo durante varios años como ayudante técnico de Ramón Díaz en varios equipos antes de convertirse en entrenador. 
Su primer club como director técnico fue Belgrano de Córdoba en 2003. Al año siguiente, se hizo cargo de Huracán en la Primera B Nacional. En 2005-06, pasó a dirigir a Olimpo de Bahía Blanca en la Primera División de Argentina, donde descendió a la Primera B Nacional luego de caer en la promoción ante Belgrano de Córdoba. A mediados de 2006, emigró a Colombia para dirigir a Deportivo Cali. Dos años después, retornó a la Argentina para hacerse cargo de la conducción técnica de Gimnasia y Esgrima de Jujuy hasta marzo de 2009, cuando volvió a Belgrano.
En 2010, pasó a entrenar a Aldosivi aunque solo estuvo 24 horas tras no poder arreglar temas contractuales, por lo que se fue a Chile para dirigir a Audax Italiano.
El 29 de junio de 2012, asumió como estratega de Colo-Colo, donde se mantuvo hasta el 13 de marzo de 2013, cuando fue cesado por malos resultados. Al poco tiempo, más precisamente el 9 de octubre de 2013, fue presentado en Everton de Viña del Mar, cuadro al cual llegó para reemplazar al cesado Víctor Castañeda, pero tras una pobre campaña y luego, en el Clausura 2014, una seguidilla de tres partidos jugados con derrotas es cesado el 16 de enero de 2014.
El 7 de junio de 2014, fue contratado por Nueva Chicago para disputar la temporada 2014 de la B Nacional, donde logró ascender a dicho club a la Primera División el 19 de diciembre, tras jugar un triangular de desempate con Aldosivi y Gimnasia y Esgrima de Jujuy. Una vez en la misma, el 30 de marzo de 2015, Omar decidió dejar la institución por los malos resultados previos (7 partidos jugados, 0 ganados, 3 empatados y 4 perdidos) que lo ubicaron al Torito en la última posición de la tabla de Primera División 2015 hasta la fecha 7.
En agosto de 2015, fue presentado en Gimnasia y Esgrima de Mendoza para tratar de salvar al equipo del descenso en la temporada de la B Nacional. Labruna asumió en un equipo que en 30 fechas disputadas estaba en la 17.° ubicación con 34 puntos producto de 10 victorias, 4 empates y 16 derrotas. A fines de noviembre, tras tampoco lograr una regularidad con el equipo, debió disputar un partido de desempate por la permanencia ante Guillermo Brown de Puerto Madryn en el Estadio Diego Armando Maradona, donde igualó 0:0 en los noventa minutos reglamentarios y luego 1:1 en el alargue cayendo posteriormente en los penales por 5:4 y sumando un nuevo descenso como entrenador. Al año siguiente, se hizo cargo del mismo esta vez para afrontar la temporada 2016 del Federal A, pero tras malos resultados y un mal funcionamiento del equipo fue despedido en la fecha 7.

## Clubes

### Como jugador
| Club              | País      | Año       |
| ----------------- | --------- | --------- |
| River Plate       | Argentina | 1976-1981 |
| Quilmes           | Argentina | 1981      |
| Platense          | Argentina | 1982      |
| Sportivo Italiano | Argentina | 1983      |

### Estadísticas como entrenador
| Equipo                    | Torneo               | Temporada            | Estadísticas | Estadísticas | Estadísticas | Estadísticas | Estadísticas | Estadísticas | Estadísticas | Estadísticas | % Efect. |
| Equipo                    | Torneo               | Temporada            | PD           | G            | E            | P            | GF           | GC           | DG           | Puntos       | % Efect. |
| ------------------------- | -------------------- | -------------------- | ------------ | ------------ | ------------ | ------------ | ------------ | ------------ | ------------ | ------------ | -------- |
| Belgrano Argentina        |                      |                      |              |              |              |              |              |              |              |              |          |
| PBN                       | 2003                 | 19                   | 8            | 5            | 6            | 24           | 19           | +5           | 29/57        | 50,88%       |          |
| Total club                | Total club           | 19                   | 8            | 5            | 6            | 24           | 19           | +5           | 29/57        | 50,88%       |          |
| Huracán Argentina         |                      |                      |              |              |              |              |              |              |              |              |          |
| PBN                       | 2004                 | 19                   | 7            | 7            | 5            | 31           | 28           | +3           | 28/57        | 49,12%       |          |
| PBN                       | 2004                 | 19                   | 10           | 4            | 5            | 27           | 21           | +6           | 34/57        | 59,65%       |          |
| Total club                | Total club           | 38                   | 17           | 11           | 10           | 58           | 49           | +9           | 62/114       | 54,39%       |          |
| Olimpo Argentina          |                      |                      |              |              |              |              |              |              |              |              |          |
| PDA                       | 2005                 | 19                   | 7            | 5            | 7            | 22           | 22           | 0            | 26/57        | 45,61%       |          |
| PDA                       | 2005-06              | 38                   | 12           | 13           | 13           | 37           | 45           | -8           | 49/114       | 42,98%       |          |
| Total club                | Total club           | 57                   | 19           | 18           | 20           | 59           | 67           | -8           | 75/171       | 43,86%       |          |
| Deportivo Cali · Colombia |                      |                      |              |              |              |              |              |              |              |              |          |
| CPA                       | 2006                 | 18                   | 6            | 7            | 5            | 23           | 21           | +2           | 25/54        | 46,30%       |          |
| CPA                       | 2007                 | 24                   | 12           | 9            | 3            | 42           | 26           | +15          | 45/72        | 62,50%       |          |
| CPA                       | 2007                 | 6                    | 1            | 3            | 2            | 10           | 11           | -1           | 6/18         | 33,33%       |          |
| Total club                | Total club           | 48                   | 19           | 19           | 10           | 74           | 18           | +56          | 76/144       | 52,78%       |          |
| Gimnasia (J) Argentina    |                      |                      |              |              |              |              |              |              |              |              |          |
| PDA                       | 2008-09              | 33                   | 8            | 10           | 15           | 36           | 51           | -15          | 34/99        | 34,34%       |          |
| PDA                       | 2009                 | 5                    | 0            | 1            | 4            | 3            | 8            | -5           | 1/15         | 06,67%       |          |
| Total club                | Total club           | 38                   | 8            | 11           | 19           | 39           | 59           | -20          | 35/114       | 30,70%       |          |
| Belgrano Argentina        |                      |                      |              |              |              |              |              |              |              |              |          |
| PBN                       | 2009                 | 16                   | 7            | 4            | 5            | 15           | 12           | +3           | 25/48        | 52,08%       |          |
| PBN                       | 2009                 | 3                    | 0            | 1            | 2            | 2            | 5            | -3           | 1/9          | 11,11%       |          |
| Total club                | Total club           | 19                   | 7            | 5            | 7            | 17           | 17           | 0            | 26/57        | 45,61%       |          |
| Audax Italiano · Chile    |                      |                      |              |              |              |              |              |              |              |              |          |
| PDC                       | 2010                 | 19                   | 14           | 3            | 2            | 46           | 22           | +24          | 45/57        | 78,95%       |          |
| CC                        | 2010                 | 4                    | 3            | 0            | 1            | 18           | 3            | +15          | 9/12         | 75,00%       |          |
| PDC                       | 2011                 | 17                   | 6            | 3            | 8            | 24           | 28           | -4           | 21/51        | 41,18%       |          |
| PDC                       | 2011                 | 19                   | 8            | 5            | 6            | 30           | 27           | +3           | 29/57        | 50,88%       |          |
| CC                        | 2011                 | 8                    | 6            | 1            | 1            | 22           | 8            | +14          | 19/24        | 79,17%       |          |
| PDC                       | 2012                 | 17                   | 5            | 5            | 7            | 24           | 32           | -8           | 20/51        | 39,22%       |          |
| Total club                | Total club           | 84                   | 42           | 17           | 25           | 164          | 120          | +44          | 143/252      | 56,75%       |          |
| Colo-Colo · Chile         |                      |                      |              |              |              |              |              |              |              |              |          |
| PDC                       | 2012                 | 21                   | 10           | 6            | 5            | 39           | 24           | +15          | 36/63        | 57,14%       |          |
| CC                        | 2012-13              | 8                    | 4            | 1            | 3            | 21           | 14           | +7           | 13/24        | 54,17%       |          |
| PDC                       | 2013                 | 7                    | 3            | 1            | 3            | 11           | 12           | -1           | 10/21        | 47,62%       |          |
| Total club                | Total club           | 36                   | 17           | 8            | 11           | 71           | 50           | +21          | 59/108       | 54,63%       |          |
| Everton · Chile           |                      |                      |              |              |              |              |              |              |              |              |          |
| PDC                       | 2013                 | 7                    | 2            | 0            | 5            | 6            | 13           | -7           | 6/21         | 28,57%       |          |
| CC                        | 2013-14              | 1                    | 1            | 0            | 0            | 1            | 0            | +1           | 3/3          | 100%         |          |
| PDC                       | 2014                 | 3                    | 0            | 0            | 3            | 0            | 9            | -9           | 0/9          | 0%           |          |
| Total club                | Total club           | 11                   | 3            | 0            | 8            | 7            | 22           | -15          | 9/33         | 27,27%       |          |
| Nueva Chicago Argentina   |                      |                      |              |              |              |              |              |              |              |              |          |
| PBN                       | 2014                 | 22                   | 8            | 10           | 4            | 21           | 16           | +5           | 34/66        | 51,52%       |          |
| CAF                       | 2014-15              | 1                    | 1            | 0            | 0            | 2            | 1            | +1           | 3/3          | 100%         |          |
| PDA                       | 2015                 | 7                    | 0            | 3            | 4            | 6            | 12           | -6           | 3/21         | 14,29%       |          |
| Total club                | Total club           | 30                   | 9            | 13           | 8            | 29           | 29           | 0            | 40/90        | 44,44%       |          |
| Gimnasia (M) Argentina    |                      |                      |              |              |              |              |              |              |              |              |          |
| PBN                       | 2015                 | 13                   | 4            | 3            | 6            | 12           | 14           | -2           | 15/39        | 38,46%       |          |
| TFA                       | 2016                 | 6                    | 1            | 3            | 2            | 6            | 7            | -1           | 6/18         | 33,33%       |          |
| Total club                | Total club           | 19                   | 5            | 6            | 8            | 18           | 21           | -3           | 21/57        | 36,84%       |          |
| Platense Argentina        |                      |                      |              |              |              |              |              |              |              |              |          |
| PBM                       | 2016-17              | 26                   | 10           | 10           | 6            | 21           | 19           | +2           | 40/78        | 51,28%       |          |
| Total club                | Total club           | 26                   | 10           | 10           | 6            | 21           | 19           | +2           | 40/78        | 51,28%       |          |
| Nueva Chicago Argentina   |                      |                      |              |              |              |              |              |              |              |              |          |
| PBN                       | 2019-20              | 1                    | 0            | 1            | 0            | 1            | 1            | 0            | 1/3          | 33,33%       |          |
| Total club                | Total club           | 30                   | 9            | 14           | 8            | 30           | 30           | 0            | 41/90        | 45,55%       |          |
| Total en sus equipos      | Total en sus equipos | Total en sus equipos | 426          | 164          | 124          | 142          | 581          | 490          | +91          | 616/1278     | 48.2%    |

## Palmarés

### Como jugador
| Título           | Club        | País      | Año    |
| ---------------- | ----------- | --------- | ------ |
| Primera División | River Plate | Argentina | M-1977 |
| Primera División | River Plate | Argentina | M-1979 |
| Primera División | River Plate | Argentina | N-1979 |
| Primera División | River Plate | Argentina | M-1980 |
| Primera División | River Plate | Argentina | N-1981 |

### Distinciones individuales
| Distinción                                   | Año  |
| -------------------------------------------- | ---- |
| Mejor Técnico - Premios ANFP.                | 2010 |
| Mejor Director Técnico - Revista El Gráfico. | 2010 |

## Vida privada
Omar Labruna es el segundo de los hijos del matrimonio entre Ángel Amadeo Labruna (máximo ídolo en la historia de River Plate) y Guillermina Josefina Ana Carrasquedo. Su hermano mayor Ángel Daniel nació en 1950 pero murió a la edad de 19 años, el 26 de octubre de 1969. Está casado con María Alejandra Pesavento, con quien en noviembre de 2012 protagonizó un choque automovilístico en Santiago, donde Labruna, quien iba al volante de su auto, llamó a su mujer para que esta se inculpara del accidente.